# Adelbert von Chamisso
Adelbert von Chamisso (Châlons-en-Champagne, 30 gennaio 1781 – Berlino, 21 agosto 1838) è stato un poeta, scrittore e botanico francese naturalizzato tedesco.

## Biografia
Louis Charles Adélaïde de Chamissot de Boncourt detto Adelbert von Chamisso nacque a Château di Boncourt nella Champagne-Ardenne, Francia, la sede avita della sua famiglia. Scacciati dalla Rivoluzione francese, i suoi genitori si stabilirono a Berlino, dove il giovane Chamisso ottenne nel 1796 il posto di paggio servente della regina e nel 1798 entrò in un reggimento di fanteria prussiano come allievo ufficiale.
Poco dopo la sua famiglia poté rientrare in Francia; lui restò in Germania e proseguì la carriera militare. Ebbe una limitata educazione scolastica, ma cercò distrazione dalla sterile routine del servizio militare prussiano nell'assiduo studio. In collaborazione con Varnhagen von Ense fondò (1803) il Berliner Musenalmanach (Almanacco Berlinese delle Muse), in cui apparvero i suoi primi versi. L'impresa fu un fallimento e, interrotta dalla guerra, terminò nel 1806. Comunque lo portò all'attenzione di molte delle celebrità letterarie del tempo e gli fruttò la reputazione di un poeta in ascesa.
Nel 1801 era stato promosso tenente e nel 1805 accompagnò il suo reggimento a Hameln dove, l'anno successivo, visse l'umiliazione di una capitolazione infamante. Rilasciato sulla parola andò in Francia ma ambedue i suoi genitori erano morti; nel 1807 fu iniziato in Massoneria nella Loggia di Châlons-sur-Marne. Rientrato a Berlino nell'autunno del 1807, ottenne di essere esonerato dal servizio militare all'inizio dell'anno seguente. Senza casa né professione, disilluso e disperato, visse a Berlino fino al 1810, quando, a mezzo dei servigi di un antico amico di famiglia, gli fu offerta una cattedra al liceo della città Napoléon, in Vandea.
Partì per accettare il posto ma venne attratto dall'aura di fascino di Madame de Staël e la seguì nel suo esilio a Coppet in Svizzera dove, applicandosi alla ricerca botanica, restò quasi due anni. Nel 1812 tornò a Berlino, dove proseguì gli studi scientifici. Nell'estate del 1813, anno ricco di eventi, scrisse la prosa narrativa Peter Schlemihl, l'uomo che vendette la sua ombra. Questa opera, forse la sua più nota, è stata tradotta in quasi tutte le lingue europee (versione inglese di William Howitt, le versioni italiane sono elencate qui sotto). L'opera venne scritta in parte per proprio piacere e in parte per divertire i figli del suo amico Julius Eduard Hitzig.
Nel 1815 Chamisso venne nominato botanico della nave russa Rurik, comandata da Otto von Kotzebue (figlio di August von Kotzebue) in un viaggio scientifico intorno al mondo. Il suo diario della spedizione (Tagebuch, 1821) fornisce interessanti e variegati punti di vista sul Regno Unito. Al suo ritorno nel 1818 fu nominato guardiano dei giardini botanici di Berlino, venne eletto membro dell'Accademia delle Scienze e si sposò nel 1820. I viaggi e le ricerche scientifiche di Chamisso ritardarono per qualche tempo il completo sviluppo del suo talento poetico e non fu che all'età di 48 anni che tornò alla letteratura.
Nel 1829, in collaborazione con Gustav Schwab e, a partire dal 1832 in collaborazione con Franz von Gaudy, pubblicò il Deutsche Musenalmanach (Almanacco Tedesco delle Muse), in cui apparvero le sue ultime opere poetiche. Come scienziato Chamisso non lasciò molte tracce, benché le sue Bemerkungen und Ansichten (Osservazioni e opinioni), pubblicate in forma incompleta nella Entdeckungsreise (Viaggio di scoperta) di O. von Kotzebue (Weimar, 1821) e, più completamente, nei Gesammelte Werke (Opere raccolte) di Chamisso (1836) e l'opera botanica Übersicht der nutzbarsten und schädlichsten Gewächse in Norddeutschland (Panoramica delle piante maggiormente utili e dannose della Germania settentrionale) (1829) siano stimati per l'attenta trattazione degli argomenti.
Il suo lavoro più rilevante, in collaborazione con Diederich Franz Leonhard von Schlechtendal, fu la descrizione di molti dei più importanti alberi del Messico (1830-31). La fama di Chamisso come poeta rimane elevata e il suo ciclo di poemi lirici Frauenliebe und -leben (L'amore e la vita di una donna, 1830), musicato da Robert Schumann diviene particolarmente noto. Altrettanto notevoli sono Das Schloß Boncourt e Salas y Gomez (il cui titolo riprende il nome dell'isola Sala y Gómez). Nell'accostarsi alle sue opere come scrittore è necessario ricordare che non scrive nella sua lingua madre, benché il tedesco sia ormai profondamente radicato in Chamisso e lui stesso non ne possa prescindere.
Chamisso affronta spesso temi cupi o repulsivi; perfino nelle sue produzioni più leggere e allegre si nota una base di tristezza o di satira. Nell'espressione lirica delle emozioni domestiche mostra una felicità delicata e nella sua opera emerge la capacità di trattare una vicenda di amore o di vendetta con vera emozione. Die Löwenbraut (La sposa del leone) può rappresentare un esempio della sua strana e potente semplicità; Vergeltung (Rappresaglia) è degna di nota per la spietata precisione della trattazione. La prima raccolta delle opere di Chamisso è stata curata da Julius Eduard Hitzig (1780-1849) e pubblicata in sei volumi nel 1836.

## Opere

### Edizioni critiche generali
- Chamissos Werke, Leipzig 1836-1839, in sei volumi, con la vita dell'autore scritta da J. E. Hitzig e un'ampia raccolta di lettere. Una nuova edizione (la V) è del 1864, con aggiunte.
- Chamissos gesammelte Werke, con introduzione di M. Koch, Stuttgart-Berlin 1883. Revisione e ristampa del 1905.

### Narrativa
- 1806 Adelberts Fabel
- 1806 Fortunati Glückseckel und Wunschhütlein
- 1814 Storia straordinaria di Peter Schlemihl
  - trad. Pietro Valabrego, Milano: Sonzogno, 1898
  - trad. Giuseppe Antonio Borgese, Milano: Guido Modiano, 1924
  - trad. Ettore Degregorio, Napoli: Loffredo, 1931
  - trad. Severino Filippon, Torino: Elit, 1942
  - trad. Carla di Scipio, Roma: Palombi, 1944
  - trad. Giuliana Pozzo Galeazzi, Milano: Bianchi-Giovini, 1944; poi Rizzoli, 1950; poi Firenze: Vallecchi, 1972; poi Rizzoli, 1984 e successive
  - trad. Giovanni Vittorio Amoretti, Torino: Utet, 1955; poi Latina: L'argonauta, 1983
  - trad. Vittoria de Gavardo, Modena: Paoline, 1960
  - trad. Cesare Dei, Firenze: Sansoni, 1964
  - trad. Lia Giugni Favia, Milano: Sonzogno, 1974
  - trad. Gaetano Cappelli, Roma: Stampa alternativa, 1982, 1985 e 1997
  - trad. Gisela Jaager-Grassi e Lavinia Mazzucchetti, Pordenone: Studio Tesi, 1989
  - trad. Christine Allendorf, Roma: Crescenzi Allendorf, 1992
  - trad. Laura Bocci, Milano: Garzanti, 1992 e successive
  - trad. Daniela Meinardi, Torino: Edisco, 1997
  - trad. Daniela Idra, Milano: Cartacanta, 2000
  - trad. Mario Santagostini, Roma: Biblioteca La Repubblica, 2004
  - trad. Gianfranco D'Onofrio, Viterbo: Tagete, 2007
  - trad. Bruno Chibot, Pezzan di Carbonera: Morganti, 2008
- 1836 Reise um die Welt
  - trad. parziale Enrico Bernard, Napoli: Guida, 1985

### Poesia
- 1830 Frauenliebe und -leben
  - trad. Adelia Zanon, in Robert Schumann, Amore e vita di donna, op. 42, Milano: Ricordi, 1952
  - trad. Tito Velli, Milano: Ricordi, s.d.
- 1831 Gedichte
  - trad. parziale Ugo Dettore, Milano: Bianchi-Giovini, 1944
  - trad. parziale Francesco Contaldi, Dai canti ed immagini della vita, Giulianova: Pedicone, 1899
- 1834 Gesammelte Gedichte
- 1835 Gedichte

### Teatrali
- 1803 Faust
- 1825 Die Wunderkur